# Campionati europei di atletica leggera 2022 - Staffetta 4×400 metri femminile
La specialità della staffetta 4×400 metri femminile dei campionati europei di atletica leggera 2022 si è svolta tra il 19 e il 20 agosto all'Olympiastadion di Monaco di Baviera, in Germania.

## Podio
| Pos.    | Nazione       | Atlete                                                                           | Tempo   | Note                                                      |
| ------- | ------------- | -------------------------------------------------------------------------------- | ------- | --------------------------------------------------------- |
| Oro     | Paesi Bassi   | Eveline Saalberg, Lieke Klaver, Lisanne De Witte, Femke Bol                      | 3'20"87 | Miglior prestazione europea stagionale · Record nazionale |
| Argento | Polonia       | Anna Kiełbasińska, Iga Baumgart-Witan, Justyna Święty-Ersetic, Natalia Kaczmarek | 3'21"68 | Miglior prestazione personale stagionale                  |
| Bronzo  | Gran Bretagna | Victoria Ohuruogu, Ama Pipi, Jodie Williams, Nicole Yeargin                      | 3'21"74 | Miglior prestazione personale stagionale                  |

## Situazione pre-gara

### Record
Prima di questa competizione, il record del mondo (RM), il record europeo (EU) e il record dei campionati (RC) erano i seguenti.
| Record                | Prestazione | Nazione                                                                              | Data                                     | Competizione   |
| --------------------- | ----------- | ------------------------------------------------------------------------------------ | ---------------------------------------- | -------------- |
| Record mondiale       | 3'15"17     | Unione Sovietica (Tatjana Ledovskaja, Olga Nazarova, Marija Pinigina, Olga Bryzhina) | 1º ottobre 1988 Seul, Corea del Sud      | Olimpiadi 1988 |
| Record europeo        | 3'15"17     | Unione Sovietica (Tatjana Ledovskaja, Olga Nazarova, Marija Pinigina, Olga Bryzhina) | 1º ottobre 1988 Seul, Corea del Sud      | Olimpiadi 1988 |
| Record dei campionati | 3'16"87     | Germania Est (Silke Gladisch, Sabine Rieger, Ingrid Auerswald, Marlies Göhr)         | 31 agosto 1986 Stoccarda, Germania Ovest | Europei 1986   |

### Squadra campione in carica
La squadra delle campionesse europee in carica era prima della manifestazione sportiva:
| Campione | Nazione                                                                                        | Prestazione | Data                             | Competizione |
| -------- | ---------------------------------------------------------------------------------------------- | ----------- | -------------------------------- | ------------ |
| Europeo  | Polonia (Małgorzata Hołub-Kowalik, Iga Baumgart-Witan, Patrycja Wyciszkiewicz, Justyna Święty) | 3'26"59     | 11 agosto 2018 Berlino, Germania | Europei 2018 |

### La stagione
Prima di questa gara, le squadre europee con le migliori tre prestazioni dell'anno erano:
| Pos. | Nazione                                                                          | Prestazione | Data                                         |
| ---- | -------------------------------------------------------------------------------- | ----------- | -------------------------------------------- |
| 1    | Gran Bretagna (Victoria Ohuruogu, Nicole Yeargin, Jessie Knight, Laviai Nielsen) | 3'22"64     | 24 luglio 2022 Eugene, Stati Uniti d'America |
| 2    | Francia (Sokhna Lacoste, Shana Grebo, Sounkamba Sylla, Amandine Brossier)        | 3'25"81     | 24 luglio 2022 Eugene, Stati Uniti d'America |
| 3    | Belgio (Helena Ponette, Imke Vervaet, Paulien Couckuyt, Camille Laus)            | 3'26"29     | 24 luglio 2022 Eugene, Stati Uniti d'America |

## Risultati

### Batterie
Le batterie si sono corse a partire dalle 11:40 del 19 agosto. Le prime 3 Nazioni di ogni batteria (Q) e i 2 migliori tempi tra le escluse (q) si qualificano alla finale

#### Batteria 1
| Posizione | Corsia | Nazione       | Atlete                                                                           | Tempo   | Note                                     |
| --------- | ------ | ------------- | -------------------------------------------------------------------------------- | ------- | ---------------------------------------- |
| 1         | 3      | Gran Bretagna | Zoey Clark, Ama Pipi, Nicole Yeargin, Laviai Nielsen                             | 3'23"79 | Q                                        |
| 2         | 5      | Belgio        | Naomi Van Den Broeck, Imke Vervaet, Helena Ponette, Camille Laus                 | 3'25"44 | Q,                                       |
| 3         | 1      | Polonia       | Kinga Gacka, Małgorzata Hołub-Kowalik, Justyna Święty-Ersetic, Natalia Kaczmarek | 3'26"05 | Q,                                       |
| 4         | 4      | Spagna        | Eva Santidrián, Aauri Lorena Bokesa, Berta Segura, Laura Hernández               | 3'27"76 | q,                                       |
| 5         | 2      | Italia        | Anna Polinari, Raphaela Boaheng Lukudo, Virginia Troiani, Alice Mangione         | 3'28"14 |                                          |
| 6         | 6      | Ungheria      | Evelin Nádházy, Bianka Bartha-Kéri, Fanni Rapai, Janka Molnár                    | 3'29"39 | Miglior prestazione personale stagionale |
| 7         | 8      | Norvegia      | Linn Oppegaard, Elisabeth Slettum, Line Kloster, Nora Kollerød Wold              | 3'31"36 |                                          |
| -         | 7      | Rep. Ceca     | Tereza Petržilková, Nikoleta Jíchová, Martina Hofmanová, Lada Vondrová           | dq      | TR24.8                                   |

#### Batteria 2
| Posizione | Corsia | Nazione     | Atlete                                                              | Tempo   | Note                                     |
| --------- | ------ | ----------- | ------------------------------------------------------------------- | ------- | ---------------------------------------- |
| 1         | 8      | Paesi Bassi | Andrea Bouma, Lieke Klaver, Laura de Witte, Lisanne de Witte        | 3'25"84 | Q,                                       |
| 2         | 1      | Irlanda     | Sophie Becker, Phil Healy, Rhasidat Adeleke, Sharlene Mawdsley      | 3'26"06 | Q,                                       |
| 3         | 6      | Svizzera    | Silke Lemmens, Julia Niederberger, Annina Fahr, Sarah King          | 3'26"83 | Q,                                       |
| 4         | 3      | Germania    | Alica Schmidt, Mona Mayer, Jessica-Bianca Wessolly, Luna Thiel      | 3'27"92 | q,                                       |
| 5         | 2      | Francia     | Sokhna Lacoste, Marjorie Veyssiere, Diana Iscaye, Amandine Brossier | 3'29"64 |                                          |
| 6         | 4      | Slovenia    | Agata Zupin, Aneja Simončič, Maja Pogorevc, Anita Horvat            | 3'31"57 |                                          |
| 7         | 5      | Grecia      | Korina Politi, Andrianna Ferra, Despoina Mourta, Dimitra Gnafaki    | 3'33"33 | Miglior prestazione personale stagionale |
| 8         | 7      | Finlandia   | Milja Thureson, Mette Baas, Aino Pulkkinen, Kristiina Halonen       | 3'33"40 |                                          |

### Finale
La finale si è disputata alle ore 21:45 del 20 agosto.
| Posizione | Corsia | Nazione       | Atlete                                                                           | Tempo   | Note                                                      |
| --------- | ------ | ------------- | -------------------------------------------------------------------------------- | ------- | --------------------------------------------------------- |
| Oro       | 6      | Paesi Bassi   | Eveline Saalberg, Lieke Klaver, Lisanne De Witte, Femke Bol                      | 3'20"87 | Miglior prestazione europea stagionale · Record nazionale |
| Argento   | 7      | Polonia       | Anna Kiełbasińska, Iga Baumgart-Witan, Justyna Święty-Ersetic, Natalia Kaczmarek | 3'21"68 | Miglior prestazione personale stagionale                  |
| Bronzo    | 3      | Gran Bretagna | Victoria Ohuruogu, Ama Pipi, Jodie Williams, Nicole Yeargin                      | 3'21"74 | Miglior prestazione personale stagionale                  |
| 4         | 4      | Belgio        | Cynthia Bolingo, Hanne Claes, Helena Ponette, Camille Laus                       | 3'22"12 | Record nazionale                                          |
| 5         | 1      | Germania      | Luna Thiel, Mona Mayer, Alica Schmidt, Carolina Krafzik                          | 3'26"09 | Miglior prestazione personale stagionale                  |
| 6         | 5      | Irlanda       | Sophie Becker, Phil Healy, Rhasidat Adeleke, Sharlene Mawdsley                   | 3'26"63 |                                                           |
| 7         | 8      | Svizzera      | Silke Lemmens, Julia Niederberger, Annina Fahr, Sarah King                       | 3'26"94 |                                                           |
| 8         | 2      | Spagna        | Eva Santidrián, Aauri Lorena Bokesa, Berta Segura, Sara Gallego                  | 3'29"70 |                                                           |